# Thomas Jefferson Jackson See

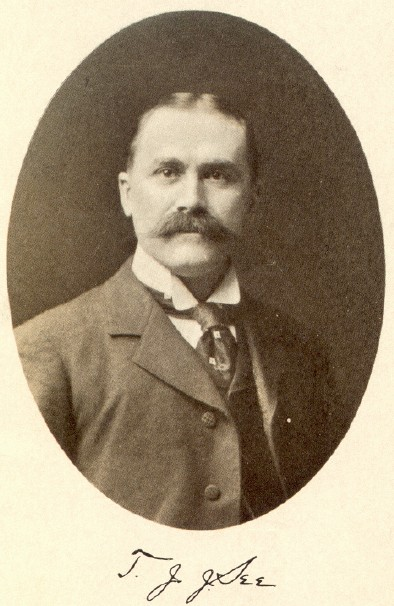
T. J. J. See

Thomas Jefferson Jackson See (* 19. Februar 1866 nahe Montgomery City, Missouri; † 4. Juli 1962 in Oakland, Kalifornien) war ein US-amerikanischer Astronom.

## Leben
See war um die Jahrhundertwende einer der bekanntesten und umstrittensten Astronomen in den USA. Seine fachlichen Hauptgebiete waren die Entdeckung und Vermessung von Doppelsternen sowie die Positions- und Größenbestimmung von Planeten und Monden. Angesichts der vielen im 19. Jahrhundert entdeckten Doppel- und Mehrfachsterne benützte er 1893 die Kant-Laplace-Hypothese, um ihre Entstehung aus einem Urnebel und rotierenden Gleichgewichtsfiguren zu erklären. Heutige Rechenmodelle widerlegen allerdings die postulierten Abschnürungen aus einer „Birnenform“.
Bei der Suche nach einem hypothetischen neunten Planeten jenseits der Bahn des Neptun berechnete Thomas See gleich drei vermeintliche Transneptune. Mit sehr eigenwilligen Artikeln zu verschiedenen aktuellen Wissenschaftsthemen zog er den Unmut vieler Kollegen auf sich, gewann in der Öffentlichkeit aber große Popularität. Sein tragischer Schaffensweg begann mit einem vielversprechenden Karrierestart und endete im weitgehenden Vergessen.
1897 wurde er zum Mitglied der American Philosophical Society gewählt.